# Kterak se Hercules Keating v orchidej proměnil
Kterak se Hercules Keating v orchidej proměnil (anglicky "The Reluctant Orchid") je humoristická sci-fi povídka spisovatele Arthura C. Clarka, která vyšla v Československu ve sbírce Zpráva o třetí planetě z roku 1982 , ve sbírce Devět miliard božích jmen a také ve sbírce Historky od Bílého jelena (zde pod názvem Bázlivá orchidej).
V angličtině vyšla ve sbírce s názvem The Nine Billion Names of God.

## Obsah povídky
Hlavní postava příběhu, jistý Hercules Keating nedělá vůbec čest svému jménu. Měří 145 cm a váží sotva 45 kg. Žije velmi nespolečensky a jeho zálibou je pěstování orchidejí a kaktusů ve skleníku. Jeho jedinou příbuznou je hřmotná teta Henrietta, jež je Keatingovým pravým opakem. Pravidelně svého synovce navštěvuje (což jí podvědomě dodává pocit nadřazenosti) a vypěstuje tak v něm pocit nenávisti vůči své osobě. Hercules Keating přemýšlí, jak by se jí zbavil.
Jednoho dne mu přijde zásilka s odporně páchnoucí neduživou rostlinou. První měsíc se nijak neprojevuje, poté se objeví zelený výhonek a rostlina se začne rozvíjet. Vypučí úponky, z nichž se stanou silné provazy a Keating pozná, že má ve skleníku schopnou masožravku. Přestěhuje ostatní orchideje a kaktusy a začne ji krmit masem. Rostlina dokonce vydává pištivé zvuky a projevuje spokojenost po každém krmení.
Při jedné z četných návštěv své tetičky jí Hercules sdělí, že má pro ni překvapení. Vede ji do skleníku, kde jak doufá, poslouží tetička masožravé rostlině jako potrava a on bude mít konečně klid. Nasměruje ji před hrůzu nahánějící rostlinu a rozsvítí. Reakce orchideje je však zcela nečekaná, chapadla se nevymrští kolem oběti, ale stáhnou se, jakoby obejmou rostlinu a ta zároveň vydá bázlivé pištění. Henrieta jej nařkne, že chudinku trápí hlady a rostlinu si oblíbí. Orchidej se přestane bát a tetička chodí na návštěvu ještě mnohem častěji než dříve. Keating propadá den ode dne netečnosti.

## Poznámka
V povídce je zmíněna jiná povídka anglického spisovatele a průkopníka sc-fi Herberta George Wellse "Květ podivné orchideje" (anglicky "The Flowering of the Strange Orchid") z roku 1894.